# 안산동산고등학교
안산동산고등학교(安山東山高等學校)는 대한민국 경기도 안산시 상록구 본오동에 있는 자율형 사립 고등학교이다.

## 학교 연혁
- 1993년 12월 8일 : 학교법인 동산학원 설립 허가 (이사장 김인중 목사) 및 동산고등학교 설립승인
- 1994년 12월 10일 : 안산동산고등학교 설립 인가 (남녀공학 12학급 624명)
- 1995년 3월 1일 : 초대 이병호 교장 취임
- 1995년 3월 3일 : 제1회 입학식 (남 6학급 324명, 여 300명)
- 1995년 5월 31일 : 도서실 설치 완료(2실 660석)
- 1995년 6월 10일 : 식당 시설 완료(700석)와 전원 급식제 실시
- 1998년 2월 13일 : 제1회 졸업식 (졸업생 617명)
- 1999년 10월 30일 : 동산비전센터 완공
- 1999년 12월 31일 : 수영장 개관
- 2001년 3월 2일 : 동산 창조과학관 개관
- 2001년 : 디지털 도서관 개관
- 2003년 3월 31일 : 21세기를 선도할 창의성 있는 인재 양성 및 2002학년도 학업중단학생 없는 명예로운 학교
- 2003년 10월 25일 : 2004학년도 48학급 인가(각 학년 16학급)
- 2004년 10월 : 은혜동 증축
- 2009년 7월 30일 : 자율형사립고 지정
- 2016년 7월 1일 : 제2대 김성겸 이사장 취임
- 2016년 11월 11일 : 안산동산고등학교 역사관 개관
- 2021년 8월 25일 : 제7대 문순용 교장 취임
- 2022년 2월 4일 : 제25회 졸업식(334명 남 153명, 여 181명) 누적 14,470명
- 2024년 2월 2일 : 제27회 졸업식(311명 남 152명, 여 159명)
- 2024년 3월 4일 : 제30회 입학식(358명 남 161명, 여 197명)
- 2024년 7월 22일: 제 34회 입학식 (472명 남 352명, 여 120명)

## 참고 자료
- 안산동산고등학교 - 한국교육학술정보원 학교알리미